# بیاتریس فودز
بیاتریس فودز (انگلیسی: Beatrice Foods) شرکت صنایع غذایی آمریکایی است، که در سال ۱۸۹۴ توسط ویلیام ولز بوسورث تأسیس شد.